# Ochtrup
Ochtrup is een stad en gemeente in de Duitse deelstaat Noordrijn-Westfalen, gelegen in de Kreis Steinfurt. De gemeente telt 19.673 inwoners (31 december 2020) op een oppervlakte van 105,63 km².

## Indeling van de gemeente

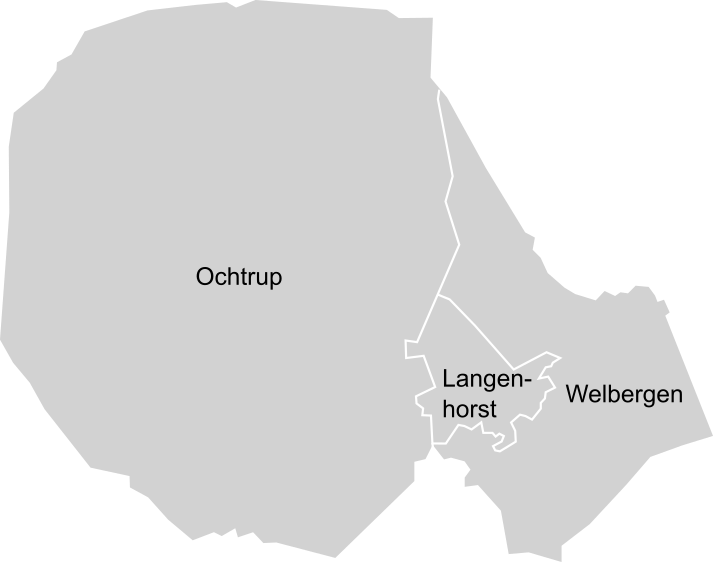
Ortsteile von Ochtrup

De gemeente Ochtrup bestaat uit de stad van die naam, met daaromheen 3 boerschappen en nog twee dorpen.
| - Ochtrup - Stadsgebied - Oster (Bauerschaft, ten NO van de stad) - Wester (Bauerschaft, ten NW van de stad) - Weiner (Bauerschaft, ten Z van de stad) | - Langenhorst met de gehuchten: - Felderhook - Teupenhook | - Welbergen met de gehuchten: - Bökerhook - Schweringhook - Brink - Mohringhook - Lütkefeld |

## Ligging, verkeer, vervoer
De stad ligt ca. 8 km ten oosten van Gronau (Westfalen) en afhankelijk van de stadswijk 3 à 6 km ten oosten van afrit 30 van de Autobahn A31, die oostelijk langs de grens met Nederland loopt tussen Oost-Friesland en het Ruhrgebied. De Bundesstraße 54 loopt zuidelijk langs Ochtrup, en de Bundesstraße 70 loopt enkele kilometers ten oosten van de stad richting Rheine.
De stad heeft een spoorwegstation aan de lokaalspoorlijn Enschede- Münster.

## Geschiedenis
De plaats Ochtrup bestaat al sinds de 12e eeuw , werd rond 1593 van een stadsmuur  voorzien en was vanaf 1597 een vlek met de half-stedelijke status van Wigbold. Ochtrup had in de tijd van de Tachtigjarige Oorlog meermalen te lijden van plunderende Spaanse soldaten. De plaats leed ook oorlogsschade in de Dertigjarige Oorlog en de oorlog van 1672, t.g.v. plunderende Münsterse  soldaten. In de 16e tot in de vroege 19e eeuw stond Ochtrup  tot in de wijde omtrek bekend om zijn pottenbakkerijen. 
In de 19e eeuw kwam, evenals in het naburige Twente, de textielindustrie op. Tot ca. 1965 werkten er maximaal 4.000 mensen in de textielfabrieken in de stad. Deze waren eerst van de firma Gebrüder Laurenz en vanaf 1966 van de Van Delden-Gruppe. Daarna ging deze bedrijfstak in 1982 aan concurrentie uit lage-lonen-landen ten onder.

### Stroomstoring van 2005
Na zware natte sneeuwval op 25 november 2005 in combinatie met ijzel en veel wind braken tientallen hoogspanningsmasten af, waardoor Ochtrup zes dagen lang zonder stroom zat. Het was de langste stroomstoring in de geschiedenis van de Bondsrepubliek. In veel vee- en pluimveehouderijen in de omgeving viel de stroom en dus de stalverwarming en -airco uit, wat veel dieren het leven kostte.  Hoewel RWE, de stroomleverancier, aansprakelijkheid afwees, stelde het bedrijf toch € 5 miljoen aan de gedupeerden ter beschikking.

## Bezienswaardigheden, toerisme, evenementen
- Pottenbakkersmuseum (Töpfereimuseum) in een 17e-eeuws huis
- De historische St. Lambertuskerk (Lambertikirche)
- Ochtrup is sedert ca. 1970 bekend om zijn uitbundige carnavalsfeesten en -optochten

## Afbeeldingen

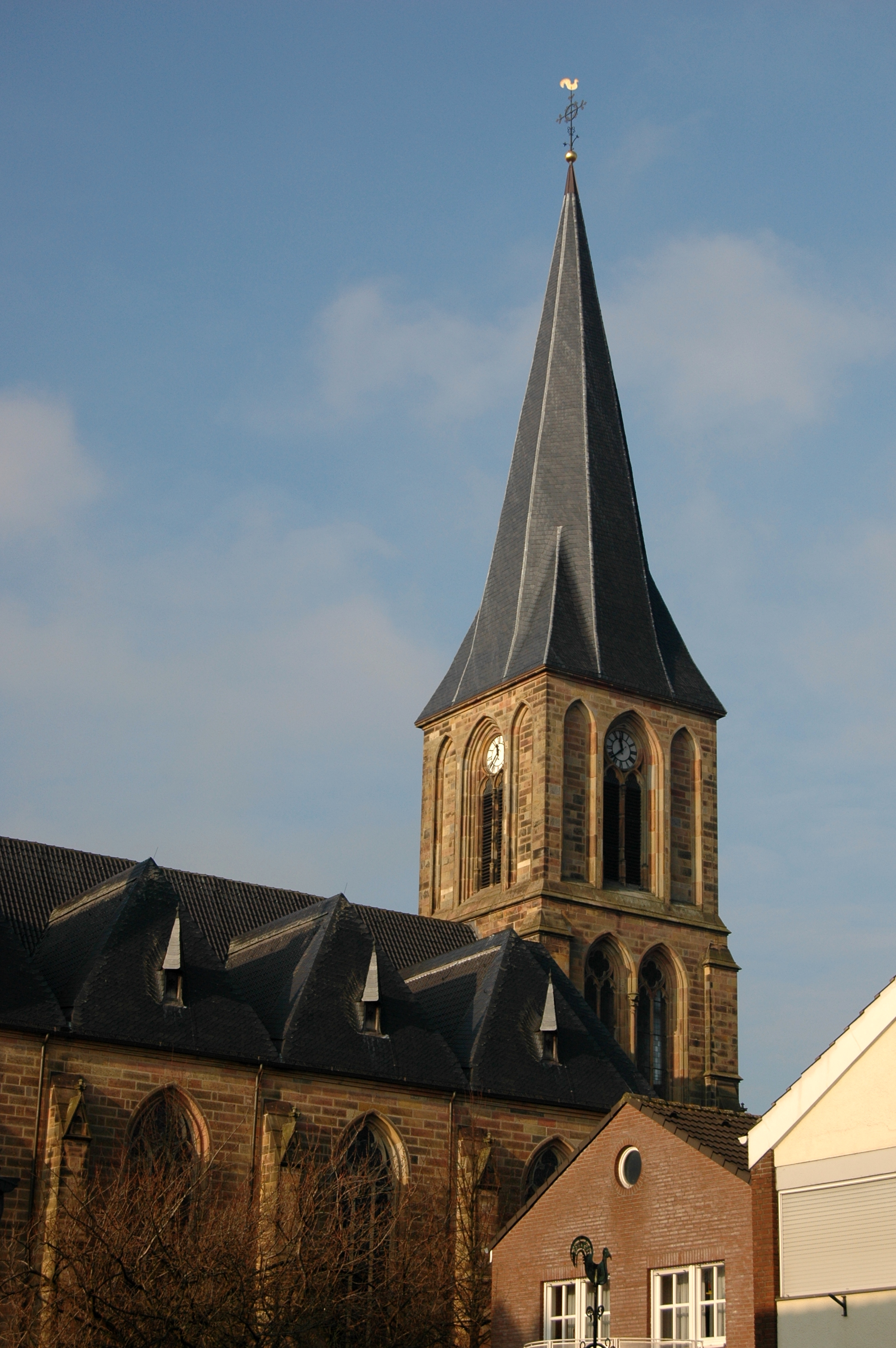
Rooms-katholieke Lambertuskerk (1)
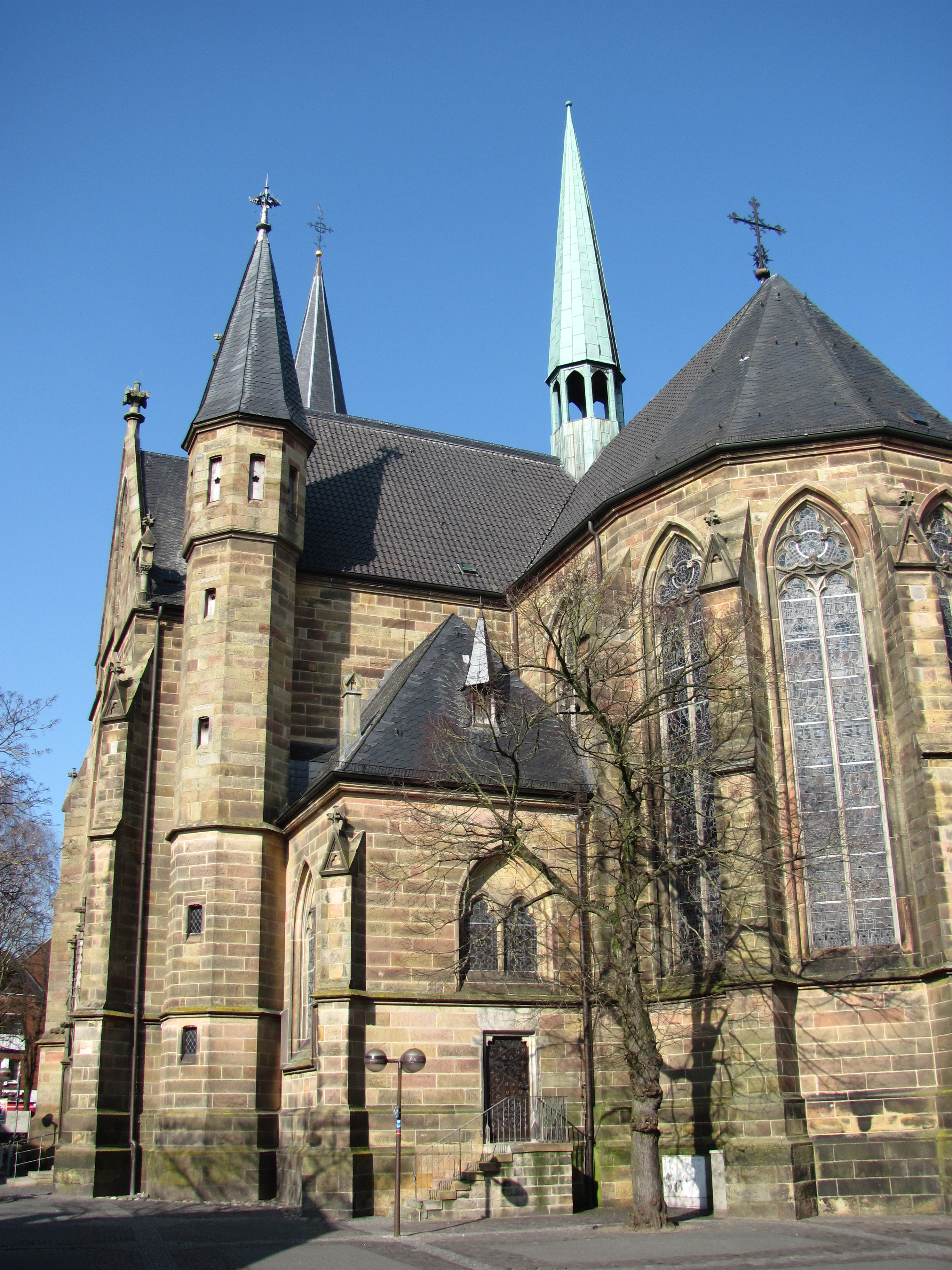
Rooms-katholieke Lambertuskerk (2)
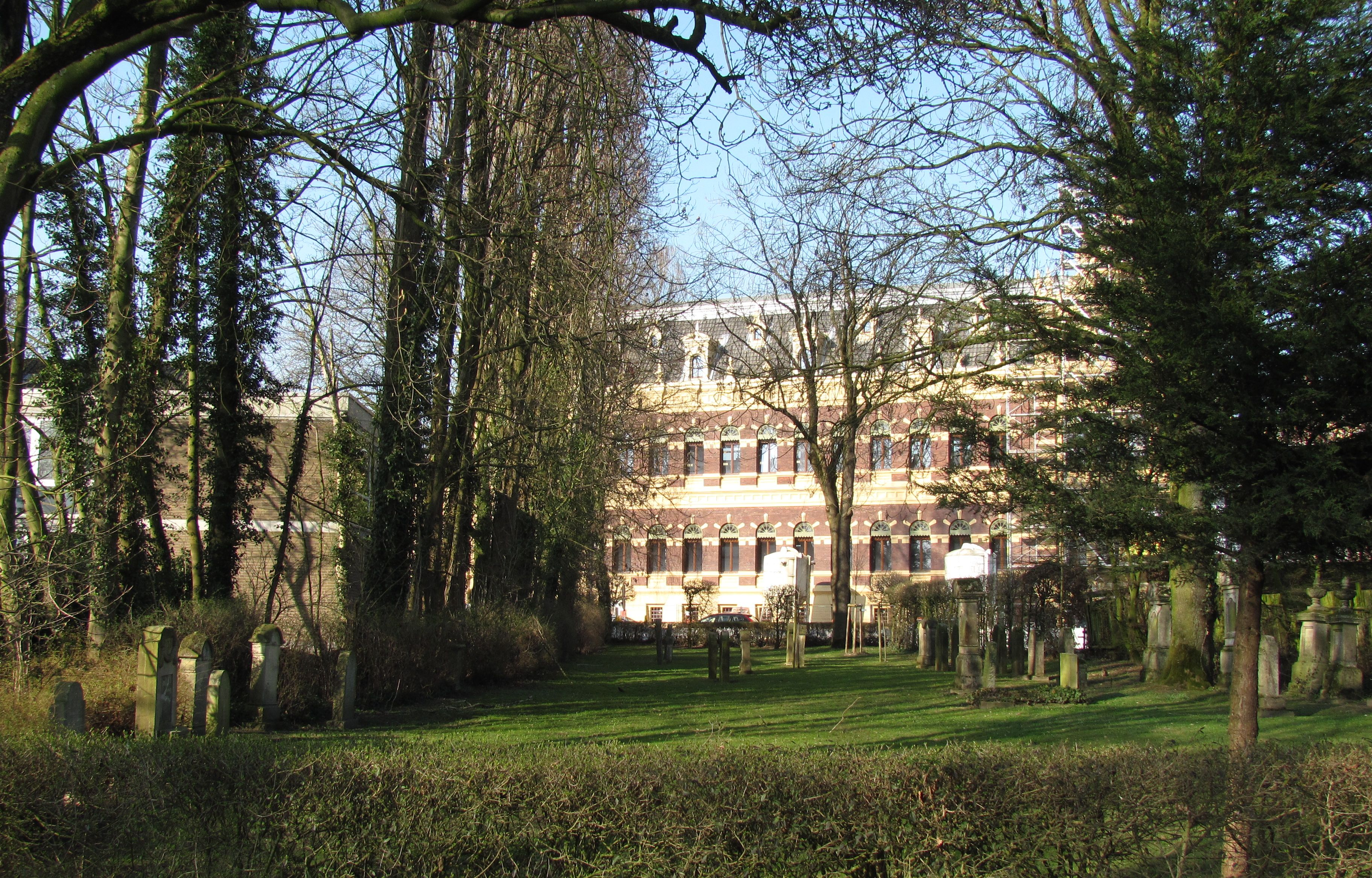
Begraafplaats
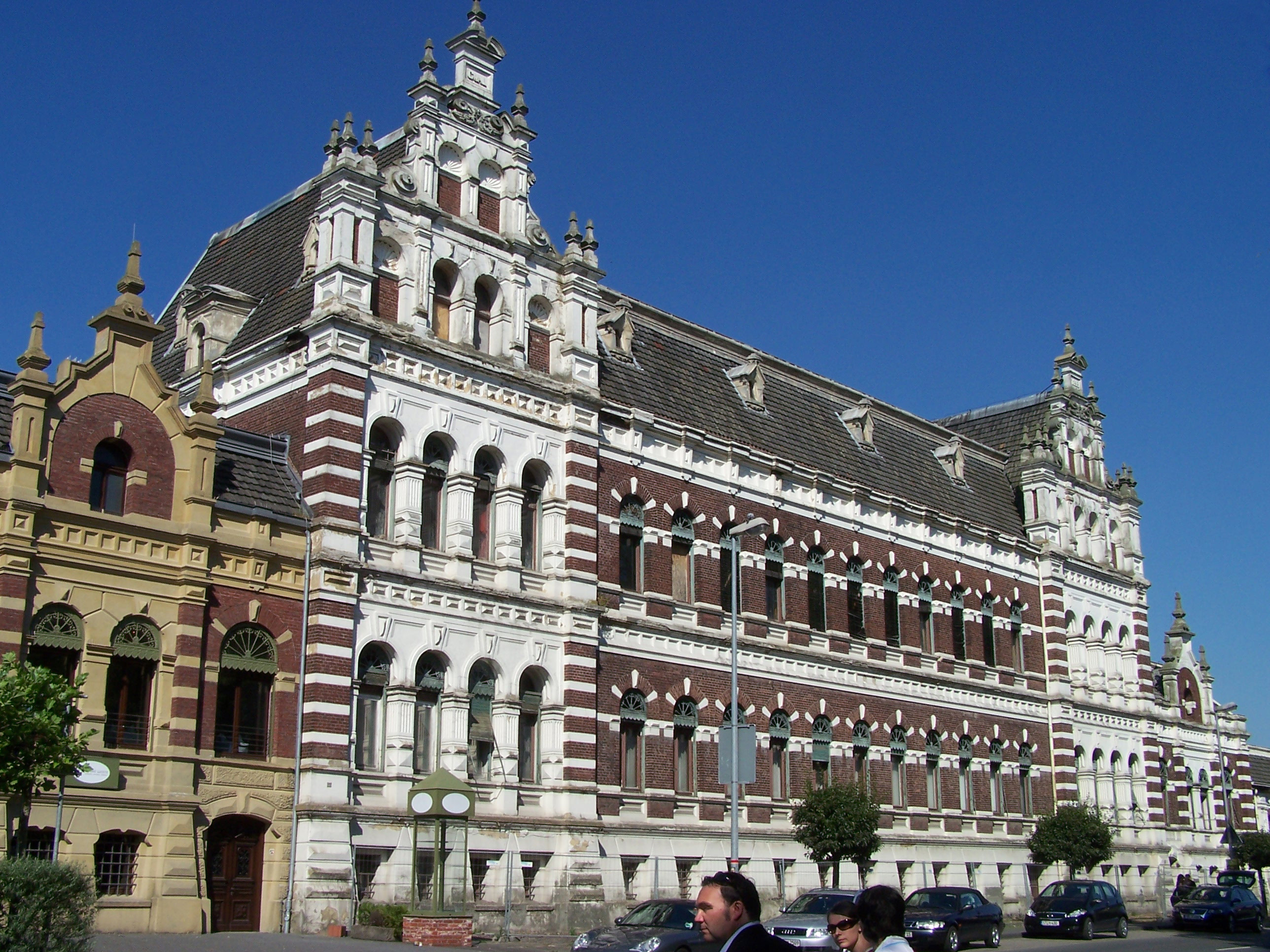
Beltmann-Bau, voormalig hoofdkantoor van de grote textielfabriek, thans outlet-center
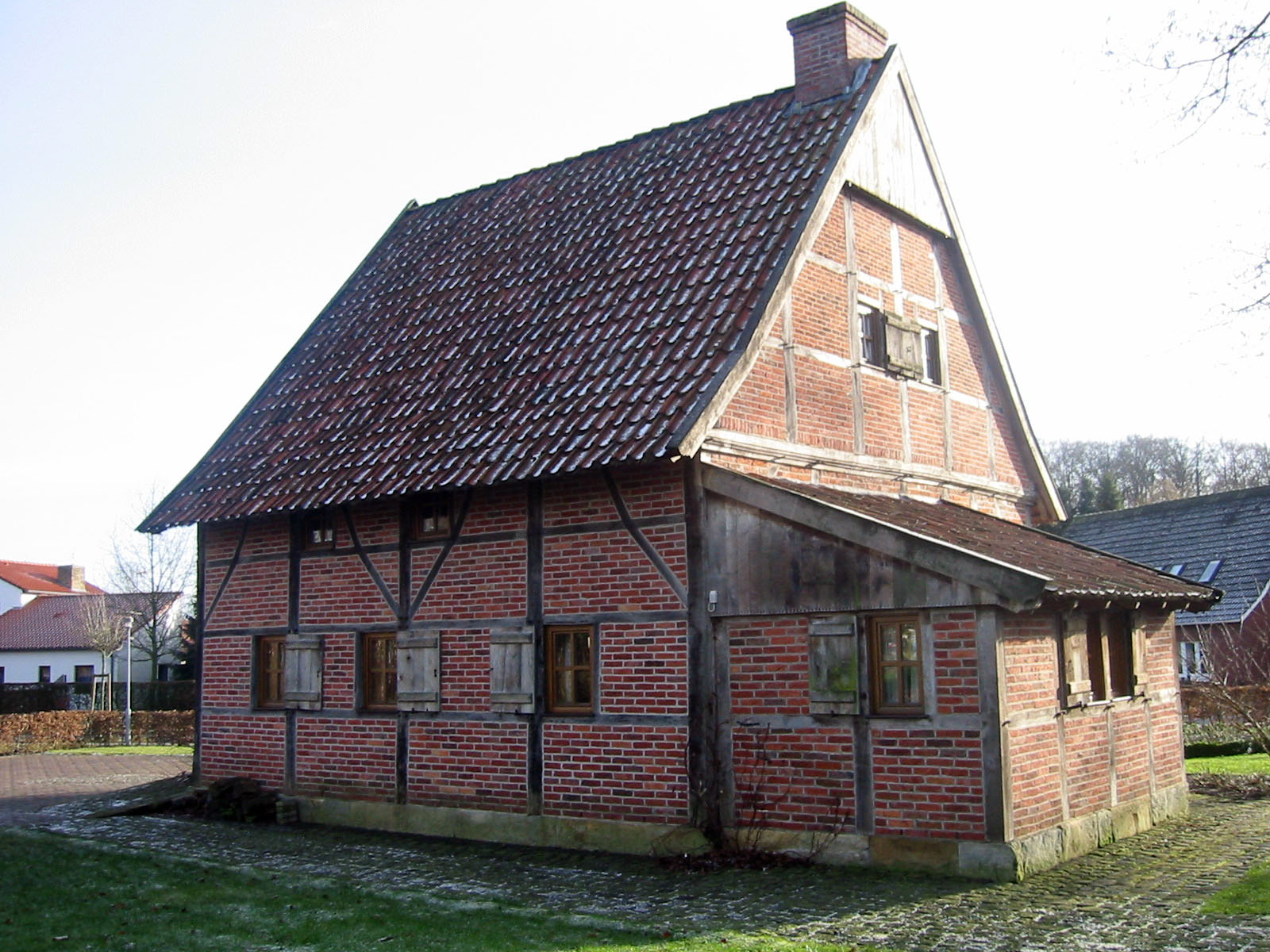
Historische Spieker (graanschuur) Langenhorst
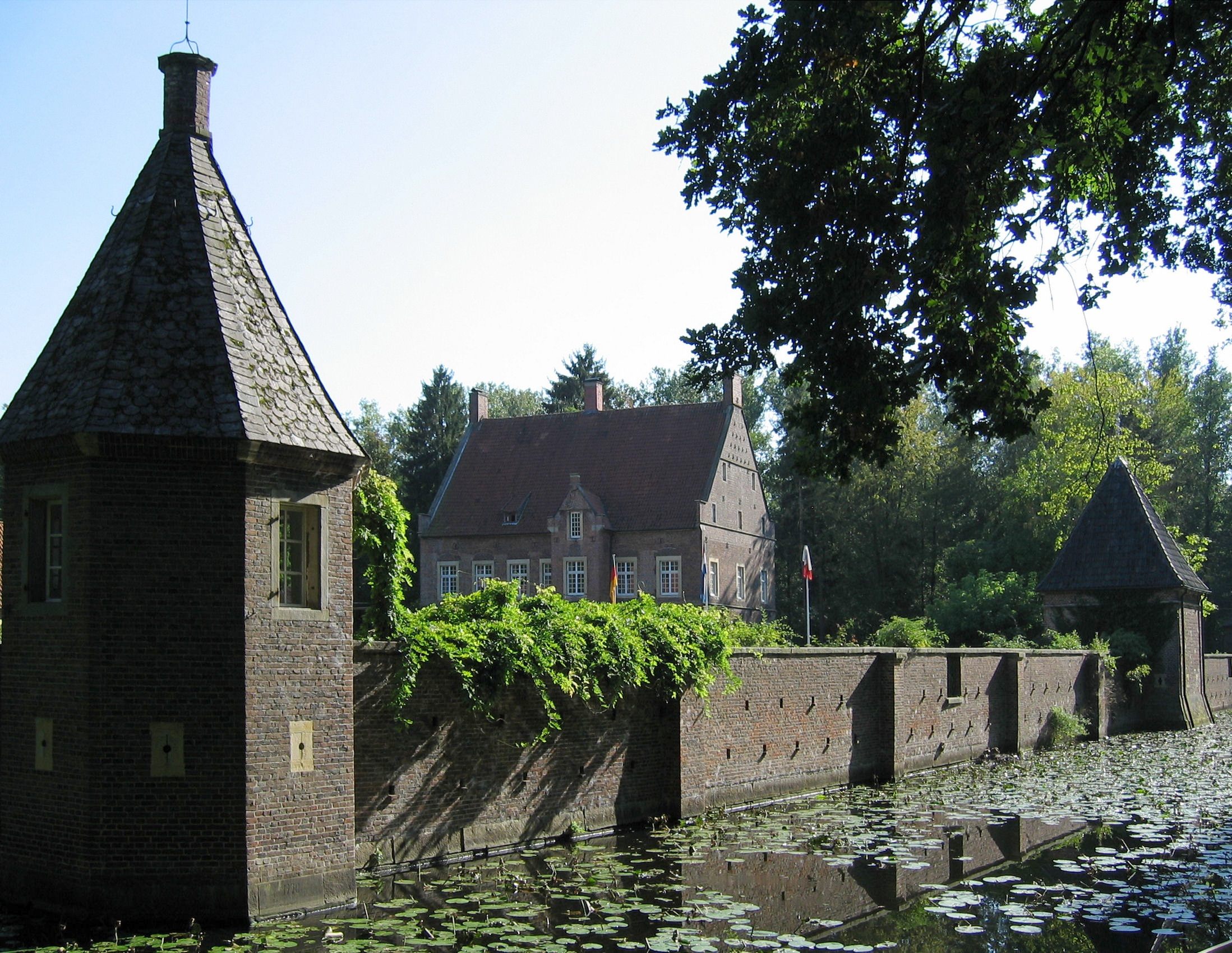
Waterslot Kasteel Welbergen